# Jules Leproux
Pour les articles homonymes, voir Leproux.
Jules-Arnould-Marin Leproux (20 août 1808, Vervins - 21 janvier 1883, Saint-Quentin), est un avocat et homme politique français.

## Biographie
Fils d'un receveur des contributions indirectes de Vervins, et de la famille de Fouquier-Tinville, il se fixa comme avocat dans sa ville natale, devint juge suppléant, manifesta des opinions avancées, et, compromis dans la conspiration dite de Mademoiselle Grouvelle, fut arrêté, gardé quelque temps en prison, et destitué de ses fonctions de juge-suppléant. Ce fut Teste qui le défendit et le fit acquitter. Propriétaire et conseiller général de Vervins, il fut élu, le 23 avril 1848, représentant de l'Aisne à l'Assemblée constituante. Il fit partie du comité de l'intérieur, et vota généralement avec le parti du National, pour le bannissement de la famille d'Orléans, contre les poursuites contre Louis Blanc et Caussidière, contre l'abolition de la peine de mort, contre l'impôt progressif, contre l'incompatibilité des fonctions, contre l'amendement Grévy, contre la sanction de la Constitution par le peuple, pour l'ensemble de la Constitution, contre la proposition Rateau, pour l'interdiction des clubs et contre l'expédition de Rome.

## Sources
- « Jules Leproux », dans Adolphe Robert et Gaston Cougny, Dictionnaire des parlementaires français, Edgar Bourloton, 1889-1891 [détail de l’édition]